# Ментон (Алабама)
Ментон (англ. Mentone) — місто (англ. town) в США, в окрузі Декальб штату Алабама. Населення — 319 осіб (2020).

## Географія
Ментон розташований за координатами 34°34′1″ пн. ш. 85°35′1″ зх. д. / 34.56694° пн. ш. 85.58361° зх. д. (34.567057, -85.583690).  За даними Бюро перепису населення США в 2010 році місто мало площу 12,12 км², з яких 12,09 км² — суходіл та 0,03 км² — водойми.

### Клімат
| Клімат : Ментон         | Клімат : Ментон | Клімат : Ментон | Клімат : Ментон | Клімат : Ментон | Клімат : Ментон | Клімат : Ментон | Клімат : Ментон | Клімат : Ментон | Клімат : Ментон | Клімат : Ментон | Клімат : Ментон | Клімат : Ментон | Клімат : Ментон |
| Показник                | Січ.            | Лют.            | Бер.            | Квіт.           | Трав.           | Черв.           | Лип.            | Серп.           | Вер.            | Жовт.           | Лист.           | Груд.           | Рік             |
| Абсолютний максимум, °C | 26,1            | 26,7            | 32,2            | 33,3            | 37,8            | 40,0            | 41,1            | 40,6            | 40,0            | 36,7            | 32,2            | 25,6            | 41,1            |
| Середній максимум, °C   | 9,6             | 12,1            | 16,7            | 21,5            | 25,7            | 29,6            | 31,4            | 31,2            | 28,1            | 22,6            | 18,0            | 10,9            | 21,5            |
| Середній мінімум, °C    | −2,5            | −1              | 2,4             | 6,4             | 11,9            | 16,9            | 19,2            | 18,8            | 14,8            | 7,9             | 2,9             | −1,1            | 8,1             |
| Абсолютний мінімум, °C  | −26,1           | −27,2           | −16,7           | −7,2            | −1,7            | 1,7             | 7,2             | 7,2             | −1,7            | −7,2            | −18,9           | −22,2           | −27,2           |
| Норма опадів, мм        | 138             | 140             | 128             | 115             | 118             | 105             | 133             | 89              | 112             | 87              | 127             | 103             | 1395            |
| Днів з опадами          | 12              | 12              | 12              | 11              | 11              | 12              | 12              | 10              | 9               | 8               | 11              | 12              | 132,0           |
| ----------------------- | --------------- | --------------- | --------------- | --------------- | --------------- | --------------- | --------------- | --------------- | --------------- | --------------- | --------------- | --------------- | --------------- |
| Джерело:                |                 |                 |                 |                 |                 |                 |                 |                 |                 |                 |                 |                 |                 |

## Демографія

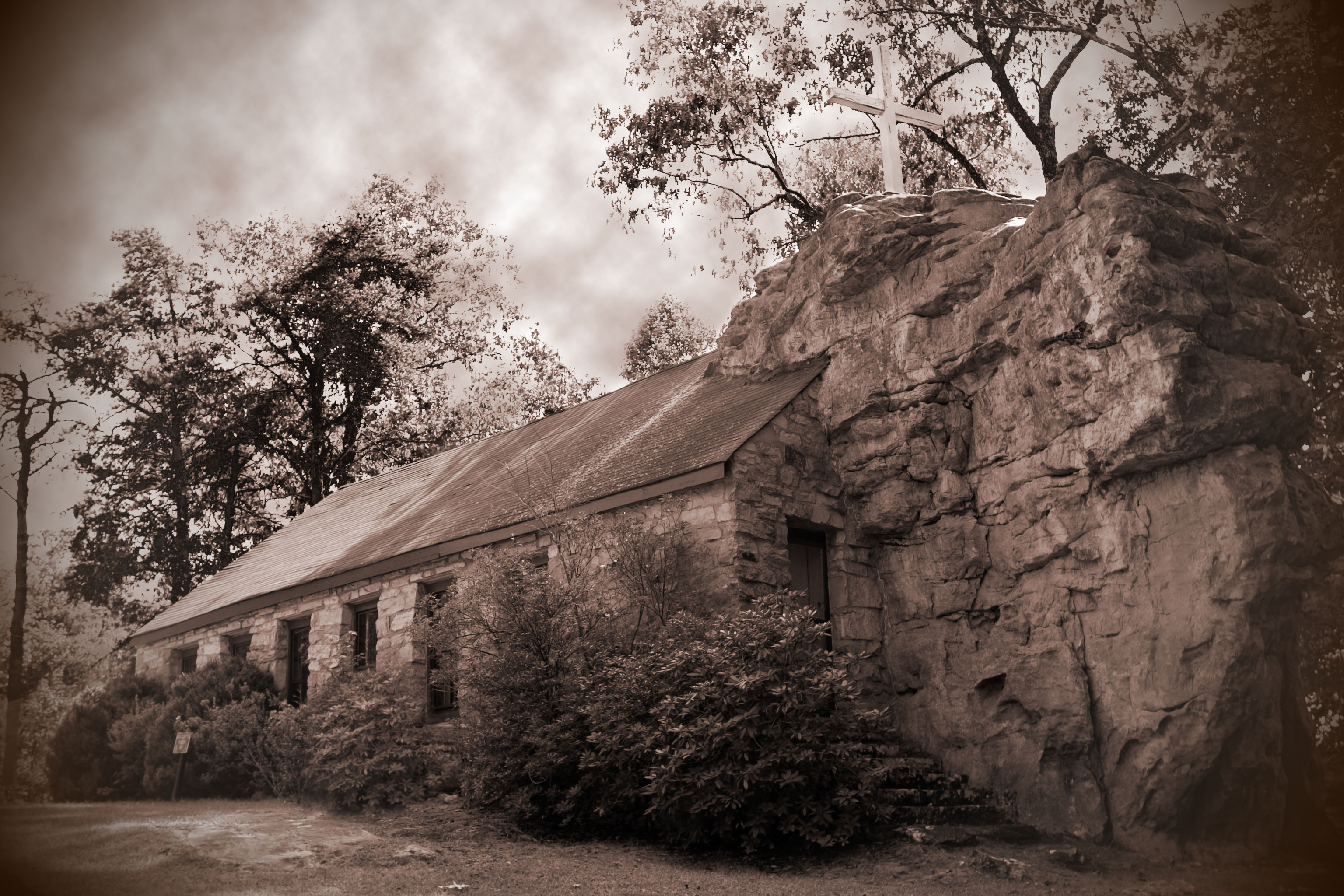
Храм-пам'ятник Саллі Говард в Ментоні, зведений 1937 р.

Згідно з переписом 2010 року, у місті мешкало 360 осіб у 165 домогосподарствах у складі 107 родин. Густота населення становила 30 осіб/км².  Було 370 помешкань (31/км²).
Расовий склад населення:
| - 92,2 % — білих - 1,9 % — чорних або афроамериканців - 1,4 % — корінних американців |

До двох чи більше рас належало 4,2 %. Частка іспаномовних становила 0,6 % від усіх жителів.
За віковим діапазоном населення розподілялося таким чином: 16,9 % — особи молодші 18 років, 58,4 % — особи у віці 18—64 років, 24,7 % — особи у віці 65 років та старші. Медіана віку мешканця становила 51,5 року. На 100 осіб жіночої статі у місті припадало 89,5 чоловіків;  на 100 жінок у віці від 18 років та старших — 90,4 чоловіків також старших 18 років.
Середній дохід на одне домашнє господарство  становив 75 481 долар США (медіана — 38 750), а середній дохід на одну сім'ю — 65 858 доларів (медіана — 54 643). Медіана доходів становила 50 500 доларів для чоловіків та 45 833 долари для жінок. За межею бідності перебувало 10,9 % осіб, у тому числі 19,2 % дітей у віці до 18 років та 6,7 % осіб у віці 65 років та старших.
Цивільне працевлаштоване населення становило 110 осіб. Основні галузі зайнятості: освіта, охорона здоров'я та соціальна допомога — 19,1 %, виробництво — 18,2 %, роздрібна торгівля — 15,5 %, науковці, спеціалісти, менеджери — 15,5 %.